# Methylobacterium symbioticum
 (mai 2021).
Espèce
Methylobacterium symbioticum est une espèce de bactéries gram négatives de la famille des Methylobacteriaceae.

## Historique
La souche type de l'espèce Methylobacterium symbioticum a été isolée à partir des couches internes de spores du champignon Glomus iranicum var. tenuihypharum prélevées du sol de Fortuna  (région de Murcie) en Espagne.

## Description
Methylobacterium symbioticum est une bactérie gram négative endophyte et photosynthétique fixatrice d'azote atmosphérique. Elle se caractérise par une capacité à fournir de l'azote à la plante de l'air de manière naturelle à travers le complexe nitrogénase. Cette espèce colonise rapidement la phyllosphère de la plante aux premiers stades de son développement en s'établissant dans l'intérieur des cellules photosynthétiques.
La bactérie a la capacité de convertir l'azote de l'air (N2) en ammonium (NH4+), à travers un procédé régi par le complexe enzyme nitrogénase, en permettant à la plante le métaboliser directement en acides aminés tout au long du cycle de croissance de la culture.
Par ailleurs, la fixation biologique d'azote atmosphérique de Methylobacterium symbioticum garantit que la plante n'ait pas besoin d'absorber tout l'azote via absorption racinaire, en diminuant la dépense énergétique de la voie enzymatique de la nitrate réductase puisqu'elle convertirait moins de nitrate en ammonium à l'intérieur de la plante. De cette façon, la plante peut utiliser l'énergie économisée dans sa croissance végétale.
Methylobacterium symbioticum a également d'autres effets bénéfiques pour la plante. La consommation de méthanol généré lors de la dégradation des groupements méthyle présents dans les pectines, permet un ralentissement du vieillissement des cellules végétales et une augmentation de la période photosynthétique effective.

## Taxonomie
Le nom correct de ce taxon est Methylobacterium symbioticum Pascual (d) et al., 2021. Auparavant classée dans l'ordre des Rhizobiales et la famille des Beijerinckiaceae, elle est depuis 2006 positionnée phylogénétiquement dans la famille des Methylobacteriaceae et l'ordre des Hyphomicrobiales,.

### Étymologie
L'étymologie du nom spécifique de M. symbioticum est la suivante : sym.bio’ti.cum. N.L. neut. adj. symbioticum, symbiotique.

## Publication originale
- (en) José Antonio Pascual, Margarita Ros, Jesus Martínez, Francisco J. Carmona, Antonio Bernabé, Rocío Torres, Teresa Lucena, Rosa Aznar, David R. Arahal et Fernandez Felix, « Methylobacterium symbioticum sp. nov., a new species isolated from spores of Glomus iranicum var. tenuihypharum », Current Microbiology, États-Unis, vol. 77, no 9,‎ septembre 2020, p. 2031–2041 (ISSN 0343-8651, e-ISSN 1432-0991, DOI 10.1007/s00284-020-02101-4).